# I. Jaropolk kijevi nagyfejedelem
Jaropolk Szvjatoszlavics (ószláv nyelven: Ярополк Святославич; ? – 978 vagy 980. június 11.) 972-től haláláig a Kijevi Rusz fejedelme, a Rurik-dinasztia tagja.

## Élete
I. Szvjatoszláv kijevi fejedelem legidősebb fia volt. Anyja neve és születésének ideje nem ismert. Először 968. évvel kapcsolatban említik, amikor a Nyesztor-krónika beszámol a besenyők Kijev elleni támadásáról és Olga fejedelemasszony és három unokájának (köztük Jaropolk) az ostromlott városban rekedéséről.
Mielőtt Szjvatoszláv 970-ben bizánci hadjáratra indult, Jaropolkot Kijev, Vlagyimir öccsét Novgorod, Oleg öccsét pedig a drevljánok kormányzójává tette. 972 tavaszán jött híre, hogy Szvjatoszlávot a besenyők megölték, Jaropolk így Kijev fejedelme lett.
973-ban követeket küldött II. Ottó német-római császárhoz. A Genealogia Welforum állítása szerint a császár rokona, Kuno von Öhningen (később I. Konrád néven Svábország hercege) az "oroszok királyához" adta lányát feleségül, bár nem világos hogy Jaropolk vagy Vlagyimir lett-e Kunigunda férje.
Jaropolk idejében verték az első ismert pénzérméket a Kijevi Ruszban, az arab dirhemekhez hasonló, ún. "Jaropolk pszeudodirhemjeit".
A Nyikon-krónika szerint bár nem keresztelkedett meg, szimpatizált a keresztényekkel és a pápa követei is jártak nála. 

## Testvérháború
977-ben fegyveres konfliktus robbant ki a fivérek között. Sveneld hadvezér sürgetésére (állítólag Oleg megölette Sveneld fiát, Ljutot, amikor az a drevljánok földjén vadászott) Jaropolk sereggel vonult Oleg ellen. Visszavonulás közben Oleg lova egy árokba esett és agyonnyomta a herceget. A krónika szerint Jaropolk keservesen megsiratta öccsét, akit szándéka ellenére ölt meg. Mikor Vlagyimir meghallotta a történteket, a "tengeren túlra" menekült, hogy elkerülje Oleg sorsát. Jaropolk így az egész Rusz fejedelme lett.
980-ban Vlagyimir varég zsoldosok élén visszatért. Elfoglalta Novgorodot, Polockot és végül ostrom alá vette Kijevet. Jaropolk fő tanácsadója, Blud titokban Vlagyimir pártjára állt, és azt tanácsolta fejedelmének, hogy hagyja ott Kijevet és a jól megerősített Rodeny városában keressen menedéket.Vlagyimir seregeit ostromzár alá vették a várost és végül kiéheztették a védőket. Jaropolk beleegyezett, hogy tárgyalásokba kezd öccsével, de amikor átment annak táborába, két varég a kardjával leszúrta. 

## Utóélete
Pogány módra temették el a Dnyeper mentén, de unokaöccse, I. Jaroszláv 1044-ben csontjait kihantoltatta, megkereszteltette és újból eltemettette – de már egy templomban. 1894-ben a kijevi kormányzóságban, a Kanyev város melletti Tagancsa környékénén egy földműves díszesen eltemetett holttestre bukkant az ezredforduló környékéről, amit egy rövid ideig Jaropolknak hittek (pl. W. Sarnowska lengyel régésznő), ám fentiek miatt valószínűleg téves volt a feltevés. I. Jaroszláv egyébként unokáját Jaropolk emlékére nevezte el Jaropolknak, aki 1093 és 1113 között uralkodott Kijevben.

## Fordítás
- Ez a szócikk részben vagy egészben  a(z)   Ярополк Святославич című orosz Wikipédia-szócikk ezen változatának fordításán alapul.  Az eredeti cikk szerkesztőit annak laptörténete sorolja fel. Ez a jelzés csupán a megfogalmazás eredetét és a szerzői jogokat jelzi, nem szolgál a cikkben szereplő információk forrásmegjelöléseként.